# Coca de gaspatxo
La coca de gaspatxo és una coca rodona i plana feta amb farina de blat i aigua sense llevat. S'anomena en castellà torta de pastor o torta cenceña.
Aquestes tortes es tallen a trossets amb la mà i es barregen amb guisats per preparar plats calents anomenats gaspatxo manxec o, simplement, gaspatxos. Aquests plats no s'han de confondre amb el gaspatxo o "gaspatxo andalús", la sopa freda de verdures que duu el mateix nom.

## Gaspatxos

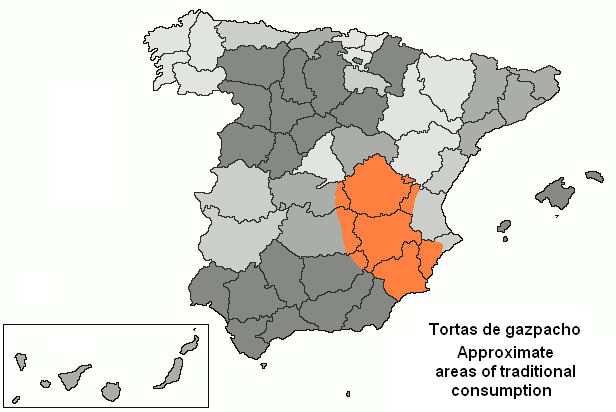
Zona aproximada del consum tradicional de tortes de gaspatxo

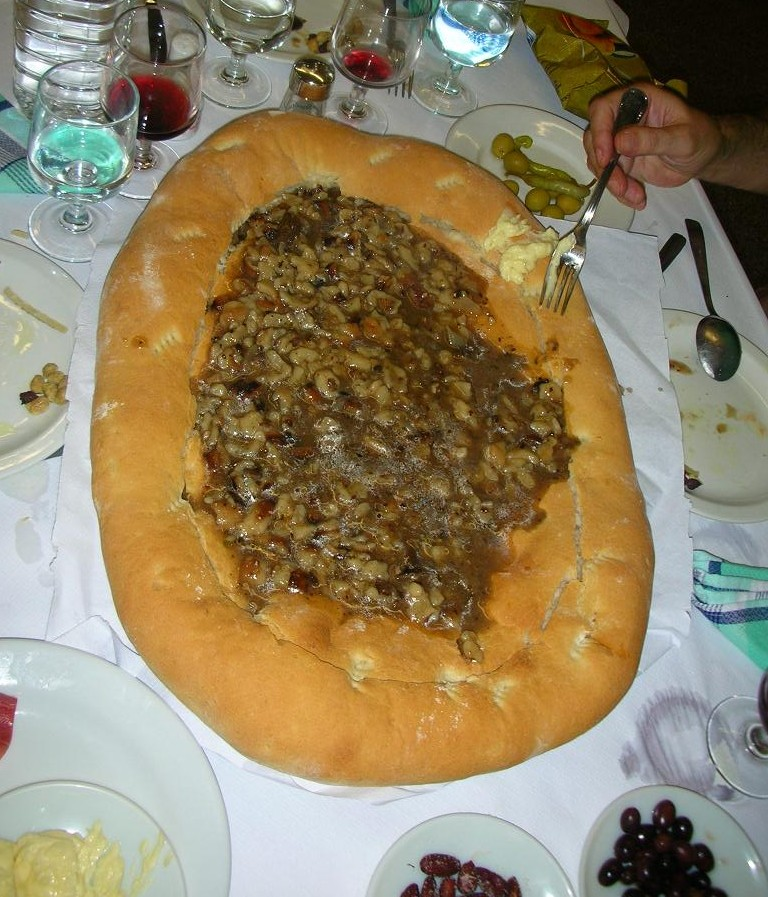
Gaspatxo a Castalla abans de ficar els trossos de carn.

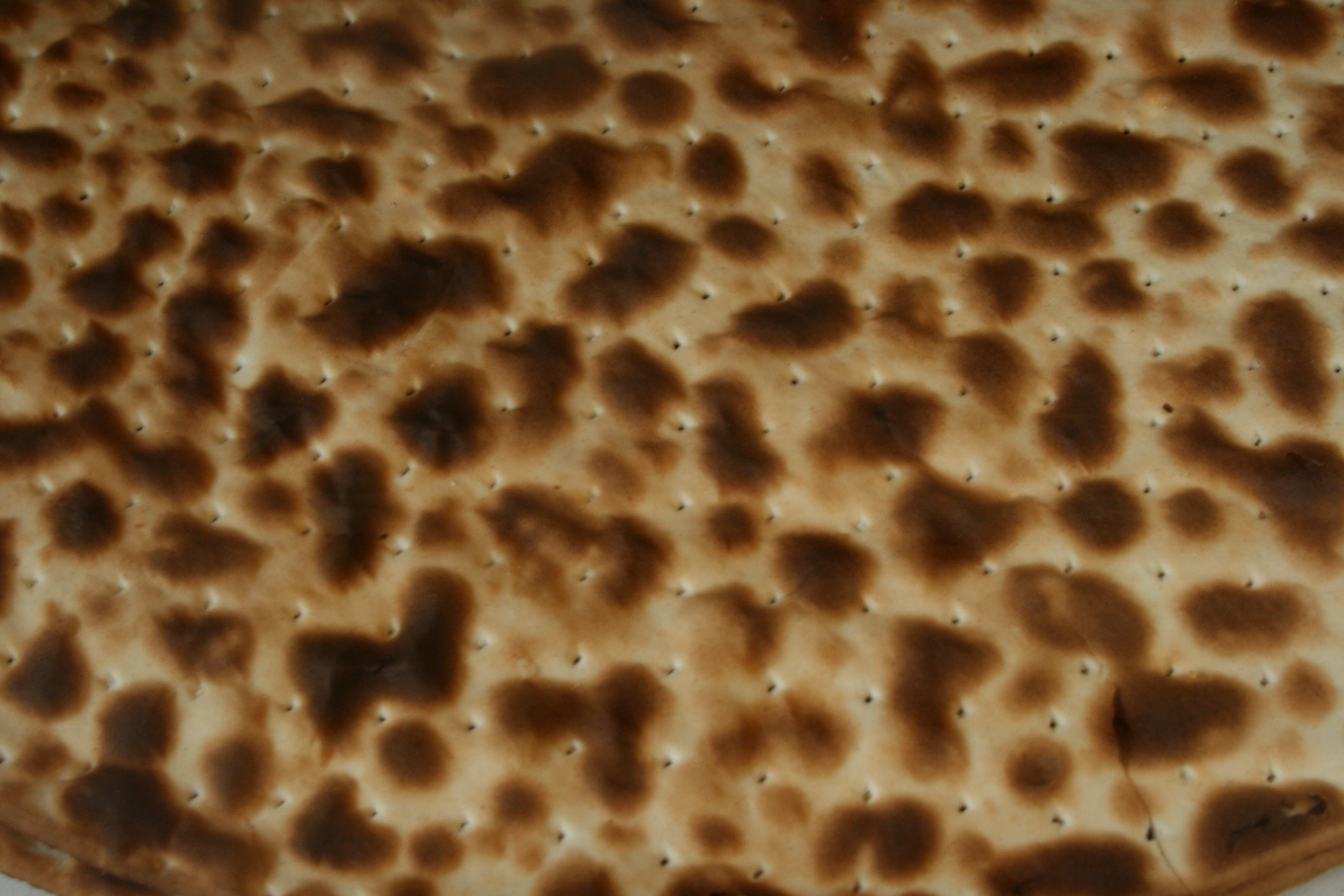
Coca de gaspatxo feta a la Roda.

El gaspatxo manchego es prepara amb coca de gaspatxo tallada a trossos barrejada amb un guisat de perdiu, colom, llebre o conill, i és un plat molt estès a la zona de La Manxa. L'origen d'aquest plat es troba en plats calents i forts que menjaven els pastors mentre feien la seva feina al camp, amb animals que hi podien caçar, o quan tornaven cansats a casa les nits de l'hivern.
Algunes zones frontereres, ja a València, en fan variants: el gaspatxo a la zona de Jumella i Elx (conegut com a gaspatxo jumellà o "gaspatxo de Chumilla") és una preparació similar amb cargols afegits al guisat. El gaspatxo de Iecla o "gazpacho con chaleco" són sardines embolicades en tortes de gaspatxo. Aquesta manera de menjar els gaspatxos recorda als regañaos de la zona d'Ademús i d'Albarrasí, a l'extrem sud d'Aragó, que semblen unes bases per a pizza.
El gaspatxo de Requena consisteix en un guisat a base de perdriu que banya trossos menuts de coca de gaspatxo com si fossin pasta italiana. A Aiora (Vall de Cofrents) es fa amb conill i es coneix com a gazpacho de monte. A Castalla, Onil i a Ibi (Foia de Castalla) s'afegeixen bolets a la barreja.
El gaspatxo de mero és una versió amb peix on els trossos de coca es fan bullir un temps amb el fumet. Pot contenir també gambes i és molt popular als restaurants de la zona de l'Alacantí i Baix Vinalopó.
Emigrants de les zones del sud-est de la Peninsula Ibèrica varen portar els gaspatxos fins a Oran (Algèria), on es va estendre un guisat conegut localment amb el nom de gaspacho oranais. Aquest plat és molt similar a la xakhxukha un altre plat algerià a base de tortes tallades a trossets.

## Versionsvegetarianes: gaspatxos vidus
Hi han formes de preparar plats amb les tortes de gaspatxo sense carn. Antigament quan mancava la carn, es preparaven gaspatxos amb un guisat fet amb les verdures del temps (carbassó, pebrot, albergínia), sobretot a algunes comarques de la regió de Múrcia. A La Manxa, regió menys fèrtil, es preparava principalment amb les fulles dels colitxos (Silene vulgaris), i sofregit de ceba i tomàquet.
En aquells temps aquestes preparacions eren considerades com un àpat inferior, apte només per als temps difícils. Per això als gaspatxos preparats d'aquesta manera se'ls coneix encara amb el nom de gazpachos viudos (gaspatxos vidus). Actualment en lloc de colitxos es poden afegir bledes.